# Iosif Czernogłaz
Iosif Moisiejewicz Czernogłaz (ros. Иосиф Моисеевич Черноглаз, ur. 1894 w Mohylewie, zm. 3 lutego 1930 k. chutoru Nalgijewa w Inguskim Obwodzie Autonomicznym) – radziecki działacz partyjny.
Od 1919 należał do RKP(b), od 12 grudnia 1926 do lipca 1929 był sekretarzem odpowiedzialnym Komitetu Obwodowego WKP(b) Adygejskiego Obwodu Autonomicznego, od lipca do września 1929 pracował w Północnokaukaskim Krajowym Komitecie WKP(b), a od 3 września 1929 do śmierci był sekretarzem odpowiedzialnym Komitetu Obwodowego WKP(b) Inguskiego Obwodu Autonomicznego. Został zabity w pobliżu chutoru Nalgijewa.